# کپسیا رایانگنسیس
کپسیا رایانگنسیس (نام علمی: Kopsia rajangensis) نام یک گونه از سرده کپسیا است.